# Кестутіс Івашкевічюс
Кесту́тіс Івашке́вічюс (лит. Kęstutis Ivaškevičius, нар. 17 квітня 1985 року, Клайпеда) — литовський футболіст, півзахисник «Бней-Єгуди» та національної збірної Литви.

## Клубна кар'єра
Навчався футболу у рідній Клайпеді, професійні виступи розпочав 2003 року у місцевому клубі «Атлантас». Вже наступного року молодого півзахисника запросив чемпіон країни клуб «Каунас», в якому протягом 2004—2009 років гравець провів 62 матчі, відзначився 14 голами.
Виступи за каунаську команду переривалися періодами перебування в оренді. 2005 року гравець півсезону відіграв у клубі другої за рівнем литовської ліги «Шилуте», а з осені 2006 перебував у Шотландії, де захищав кольори клубу Шотландської Прем'єр-ліги «Хартс». Незадовго до появи Івашкевічюса у Шотландії, контрольний пакет акцій цього единбурзького клубу придбав литовський бізнесмен Володимир Романов, що обумовило початок експансії до шотландського клубу гравців з «Каунаса», який також перебуває у власності Романова. За два сезони у «Хартс» Івашкевічюс провів 26 ігор у чемпіонаті Шотландії, відзначився 2 забитими голами. Повернувся до Литви у серпні 2008 року.
У криворізькому «Кривбасі» — з початку сезону 2009—2010. У чемпіонатах України дебютував 18 липня 2009 року у грі проти донецького «Шахтаря», яка завершилася поразкою 0:3.
Досить регулярно виходив на поле у складі команди в осінній частині сезону 2009—10, однак навесні новий тренер «Кривбаса» Юрій Максимов припинив випускати гравця на поле і 22 серпня 2010 року футболіст перейшов в ізраїльський «Бней-Єгуда», з яким підписав трирічний контракт.

## Виступи за збірну
З 2007 року викликається до складу національної збірної Литви, у формі якої провів 18 матчів.

## Досягнення
- Чемпіон Литви (2): 2004, 2006
- Володар Кубка Литви (2): 2004, 2005